# Сражение при Стромболи
Сражение при Стромболи или сражение у Аликуди (фр. Bataille d'Alicudi) — морское сражение, состоявшееся 8 января 1676 года у Липарских островов (северное побережье Сицилии) во время Голландской войны 1672—78 гг. между французской эскадрой под командованием вице-адмирала Авраама Дюкена и голландской эскадрой адмирала Михаэля де Рюйтера, усиленной испанскими силами. После кровопролитного сражения голландский адмирал потеряв один корабль, но имея меньшие потери в людях, был вынужден отступить, позволив превосходящим в силах французам прорваться в сицилийский порт Мессина.

## Предыстория
Летом 1674 года в Мессине (остров Сицилия), принадлежавшей на тот момент Испании, произошло восстание, и король Франции Людовик XIV решил поддержать повстанцев. В начале 1675 года французы прочно утвердились в городе. Испания, не будучи в состоянии сама защищать остров, обратилась к Соединенным Провинциям за флотом, издержки по содержанию которого взяла на свой счет. В 1675 году из Амстердама к Сицилии была послана эскадра самого знаменитого голландского адмирала — де Рюйтера, в составе 14 линейных кораблей, 4 фрегатов, 4 брандеров и 8 малых судов. Она достигла Кадиса в сентябре. К этому времени французы ещё усилились, захватив Агосту — порт, довлеющий над юго-восточной частью Сицилии. Де Рюйтер, задержанный испанским правительством, обещавшим подкрепления, достиг северного берега острова Сицилия только к концу декабря. Эскадра голландцев была плохо снабжена, поскольку его собственное адмиралтейство, понадеявшись на испанцев, не позаботилось об этом, а испанцы просто не имели ресурсов, чтобы полноценно обеспечить голландскую эскадру. К де Рюйтеру присоединился только один испанский корабль — 50-пушечный «Нуэстра сеньора дель Розарио». Противные ветры не позволили голландскому адмиралу войти в Мессинский пролив. Тогда он начал крейсировать между Мессиной и Липарскими островами с тем, чтобы встретить ожидавшийся французский флот, конвоировавший под командованием лейтенант-генерала Авраама Дюкена войска и боевые и продовольственные припасы на Сицилию. Французская эскадра состояла из 20 линейных кораблей, 4 брандеров и 6 галер.

## Завязка боя
7 января 1676 года на рассвете впередсмотрящие на головном французском корабле «Прюдан» обнаружили эскадру де Рюйтера. В свою очередь голландцы, бывшие на ветру, заметили соединение Дюкена, и флот Соединенных Провинций решительно пошел на сближение, хотя и не атаковал. Во флоте де Рюйтера имелось только 6 кораблей, вооруженных более, чем 60 орудиями, тогда как французы обладали 9 таким кораблями, причем один из них был 84-пушечный.
В 15 часов де Рюйтер привел к ветру, на том же галсе, как и неприятель, будучи на ветре у него, но вне пушечного выстрела. Дюкен не принял вызов, начав маневрирование для выигрыша ветра. Первый день полностью прошел в маневрировании. Первоначально голландцы были на ветре; но в течение бурной ночи, загнавшей испанские галеры, сопровождавшие голландцев, под защиту Липарских островов, ветер переменился и, перейдя к западу-юго-западу, дал французам наветренное положение и возможность инициативы боя. Дюкен решился воспользоваться этим и, послав транспорты вперед, построил линию на правом галсе, на курсе к югу; голландцы сделали то же самое в ожидании атаки.
Состав французского флота был следующим:
- Авангард из 6 линейных кораблей, командир авангарда — вице-адмирал де Прельи на 64-пушечном «Сен-Мишель».
- Центр из 8 линейных кораблей, флаг лейтенант-генерала Дюкена, на 72-пушечном «Сен-Эспри».
- Арьергард из 6 линейных кораблей, флаг вице-адмирала Габаре на 66-пушечном «Санс-Парейль».

К 8 января, с переменой ветра, Рюйтер выстроил свой флот в оборонительную линию, он понимал, что его положение между портом французов и их флотом должно вынудить последний к бою. Его линия состояла:
- Авангард из 6 линейных кораблей, 2 шняв, 1 брандера и 1 мелкого судна в линии, под флагом вице-адмирала Яна де Хаана на 76-пушечном «Гоуда».
- Центр из 6 голландских и 1 испанского линейных кораблей, 2 шняв и 2 брандеров под флагом лейтенант-адмирала де Рюйтера на 76-пушечном «Эндрахт».
- Арьергард из 6 линейных кораблей, 2 шняв, 1 брандера и 1 мелкого судна под командованием временного шаутбенахта, назначенного на один бой, Версора (Фершоор), расположившегося на 70-пушечном «Шпигель».

Но перед боем голландский авангард выполнял роль арьергарда и наоборот.

## Ход боя
В 9 часов утра 8 января корабли французской линии, построенные параллельно неприятельской, спустились все вдруг и устремились на голландцев, атакуя каждым своим кораблем соответствующий ему по положению корабль противника. Около 10 часов утра передовые отряды открыли огонь, при этом огонь голландцев был очень плотным. Предприняв такой манёвр, нападающий терял возможность пользоваться большей частью своей артиллерии, в то же время сам подвергаясь полному огню неприятеля и неизбежно расстраивая свой порядок, сохранить который было почти невозможно в дыму выстрелов, при разорванных парусах и перебитом рангоуте. При выполнения этого маневра два корабля во французском авангарде потерпели серьёзные аварии. Де ла Файет на «Prudente» начал сражение, но, опрометчиво врезавшись в середину неприятельского авангарда, он подверг свой корабль перекрестному огню, который перебил на нём рангоут и такелаж и вынудил его выйти из строя. Трудность маневра внесла замешательство во всю французскую линию. Вице-адмирал де Прельи, командовавший авангардом, спускаясь, имел слишком мало места, так что его суда, при приведении снова к ветру, слишком скучились и взаимно мешали огню своей артиллерии. Выход из линии де ла Файета поставил в опасность «Parfait». Атакованный двумя кораблями, он потерял грот-мачту и также вышел из строя для приведения себя в порядок. И далее французы вступали в сражение последовательно, вместо того, чтобы сражаться всем вместе — обыкновенный, почти неизбежный результат маневра французов.
После того, как часть кораблей уже завязала бой, Дюкен, командовавший центром, занял позицию на траверзе центра де Рюйтера. Французский арьергард вступил в сражение ещё позднее, после центра. Ланжерон и Бетюн, командовавшие головными кораблями французского центра, были разбиты превосходящими силами голландцев. Но мало-помалу Дюкену удалось восстановить порядок в линии, и началось сказываться его превосходство в силах.
Так как де Рюйтер и Фершоор несколько раз во время боя отходили под ветер, то неизменно следовавшие за ними французы при приближении к вновь выстроенной неприятельской линии, каждый раз попадали под сильный сосредоточенный огонь голландских кораблей и несли большие потери. В час дня французы предприняли атаку брандером на «Эндрахт» и вскоре повторили её; обе, однако же, не удались. Третий брандер был потоплен артиллерийским огнём между обоими флотами
Прельи наконец удалось сблизиться с арьергардом противника на пистолетный выстрел, он развернулся бортом и начал давать частые залпы по флагману Фершоора, и его мателоту — 50-пушечному «Эссену» (командир Гилль Шхей). «Шпигель» получил большие повреждения, 14 пушек было сбито с лафетов, отстрелены грот-стеньга и бизань, командующий голландским арьергардом был убит шальным ядром. «Эссен» же, схватившийся с «Фьё» и «Сен-Мишель», был настолько поврежден, что вскоре вышел из линии. Ночью он, идя на буксире испанской галеры, затонул.
Французы постепенно продвигались вдоль линии голландцев, мателоты и флагман Дюкена, сблизившись с «Эндрахтом», стали давать частые залпы по кораблю де Рюйтера. «Помпье» и «Сен-Эспри» следовали на расстоянии не более 0,5 кабельтовых друг от друга и вели беглый огонь, флагман голландцев был вынужден выдерживать огонь двух французов. Голландцы, сражаясь теперь по всей своей линии, везде ожесточенно сопротивлялись неприятелю; у них не было ни одного корабля, который не участвовал бы в схватке с противником.
В течение боя арьергарды противников постепенно отставали от главных сил своих эскадр из-за слабых и нерешительных действий дивизии Габаре, наименее подготовленной в боевом и в морском отношении. Хаан вцепился в своего противника и поэтому не спускался под ветер, следуя движениям де Рюйтера. Заметив разрыв между авангардом и центром эскадры голландцев, Дюкен около 16:00 отправил контр-адмирала Турвиля на 84-пушечном «Септр» с 4 кораблями с приказом атаковать замыкающих де Хаана и одновременно поставить центр голландцев в два огня. Ослабевший ветер не дал французам возможности выполнить этот прекрасно задуманный манёвр. Де Рюйтер, видя попытки французов окружить и отделить его арьергард, спешно дал сигнал всей эскадре выйти из боя. Попытки французов окружить и отделить арьергард ещё больше не удались вследствие повреждений в рангоуте их судов, только один французский корабль обошел вокруг отделенной группы. Сражение окончилось в 16:30 с наступлением темноты, за исключением боя арьергардов, закончившийся спустя полчаса. К голландскому арьергарду подошли на помощь испанские галеры и отбуксировали поврежденные голландские суда. Факт, что они могли это выполнить безнаказанно, свидетельствует о серьёзности повреждений, полученных самими французами.

## Последствия боя
Голландские потери: адмирал Фершоор погиб, 260 человек было убито и ранено, после боя затонул 1 корабль — «Эссен». У французов: 2 командира убиты, 450 убитых и раненых, в числе последних Дюкен. В самом бою французы потеряли лишь три брандера и помимо этого отослали сильно поврежденный 64-пушечный «Сен-Мишель» в Тулон.
Оба флота оказались на следующий день небоеспособными. Утром они исправляли свои повреждения в виду друг у друга. Вечером 9 июня де Рюйтер получил подкрепления в лице девяти испанских судов, в их числе несколько линейных кораблей. Он немедленно решил напасть на французов и помешать им продолжить путь. На следующий вечер де Рюйтер приблизился к ним, но утром 11 января увидел, что Дюкен тем временем также получил подкрепления: к нему подошли находившиеся в Мессине суда в составе 10 линейных кораблей, 1 фрегата и 3 брандеров, под командованием генерал-лейтенанта д’Альмераса. Де Рюйтер снова оказался значительно слабее; ему пришлось уйти в Милаццо, чтобы там дожидаться остальной части испанского флота.
Дюкен продолжал путь беспрепятственно, но ввиду тяжёлых повреждений, понесённых его флотом, он решил избрать путь вокруг Сицилии и пройти для этого около 400 миль. Благоприятный ветер позволил ему совместно с транспортами сделать это плавание достаточно скоро, и 22 января он прибыл в Мессину.